# Kolonia Piekary
Kolonia Piekary – kolonia w Polsce położona w województwie świętokrzyskim, w powiecie sandomierskim, w gminie Obrazów.
| SIMC    | Nazwa    | Rodzaj                              |
| ------- | -------- | ----------------------------------- |
| 0800976 | Dworskie | część kolonii (zniesiona w 2023 r.) |
| 0800982 | Sachalin | część kolonii                       |

W latach 1975–1998 miejscowość należała administracyjnie do województwa tarnobrzeskiego.